# Magnuskerk (Hollum)
De Magnuskerk is een kerkgebouw in Hollum op Ameland in de Nederlandse provincie Friesland.

## Geschiedenis
De laatgotische eenbeukige kerk uit de 15e eeuw met steunberen en vijfzijdig gesloten koor verrees op de plaats van een oudere kerk waarbij de kloostermoppen werden hergebruikt. Deze kerk was oorspronkelijk gewijd aan de heilige Magnus. In 1569 verwoestten de Watergeuzen de kerk. Herstelwerkzaamheden vonden pas in 1678 plaats. In 1879 was er een restauratie van de kerk en in 1896 van de toren. De restauratie van 1970-'72 werd uitgevoerd naar plannen van P.L. de Vrieze. 

## Beschrijving
De grote zadeldaktoren van drie geledingen is geïnspireerd op de torens van de Martinikerk in Bolsward en de Sint-Vituskerk in Stiens.
Het interieur wordt gedekt door een houten tongewelf. De preekstoel en het doophek dateren uit de 17e eeuw en de drie kaarsenkronen uit 1775. Er is een scheepmodel van een driemaster uit Canada. Het orgel uit 1894 is gemaakt door Bakker & Timmenga als eenklaviersorgel. In 1978 is door de firma Reil een tweede klavier toegevoegd.
De kerk en de kerktoren zijn rijksmonumenten.

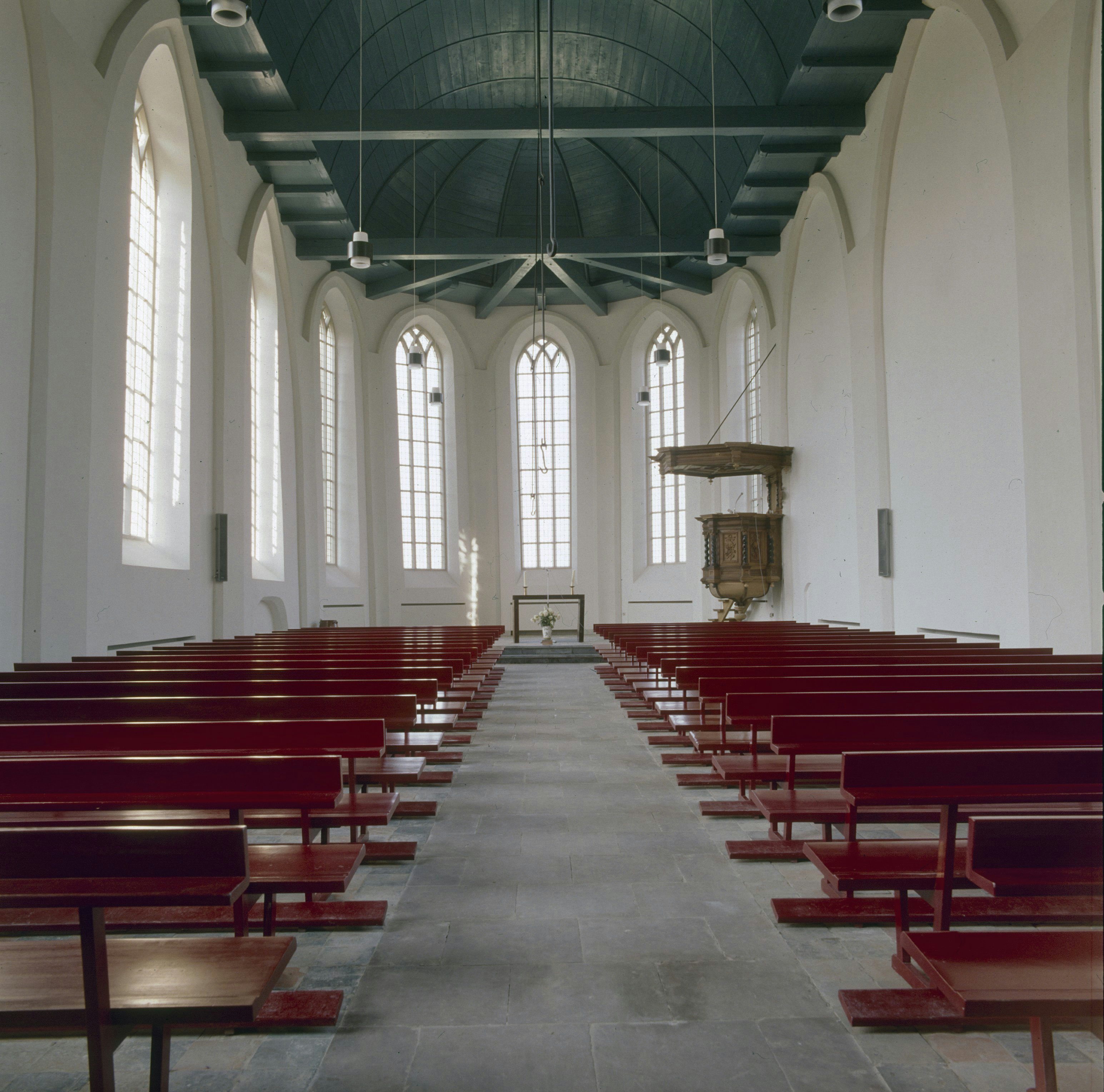
Interieur met preekstoel
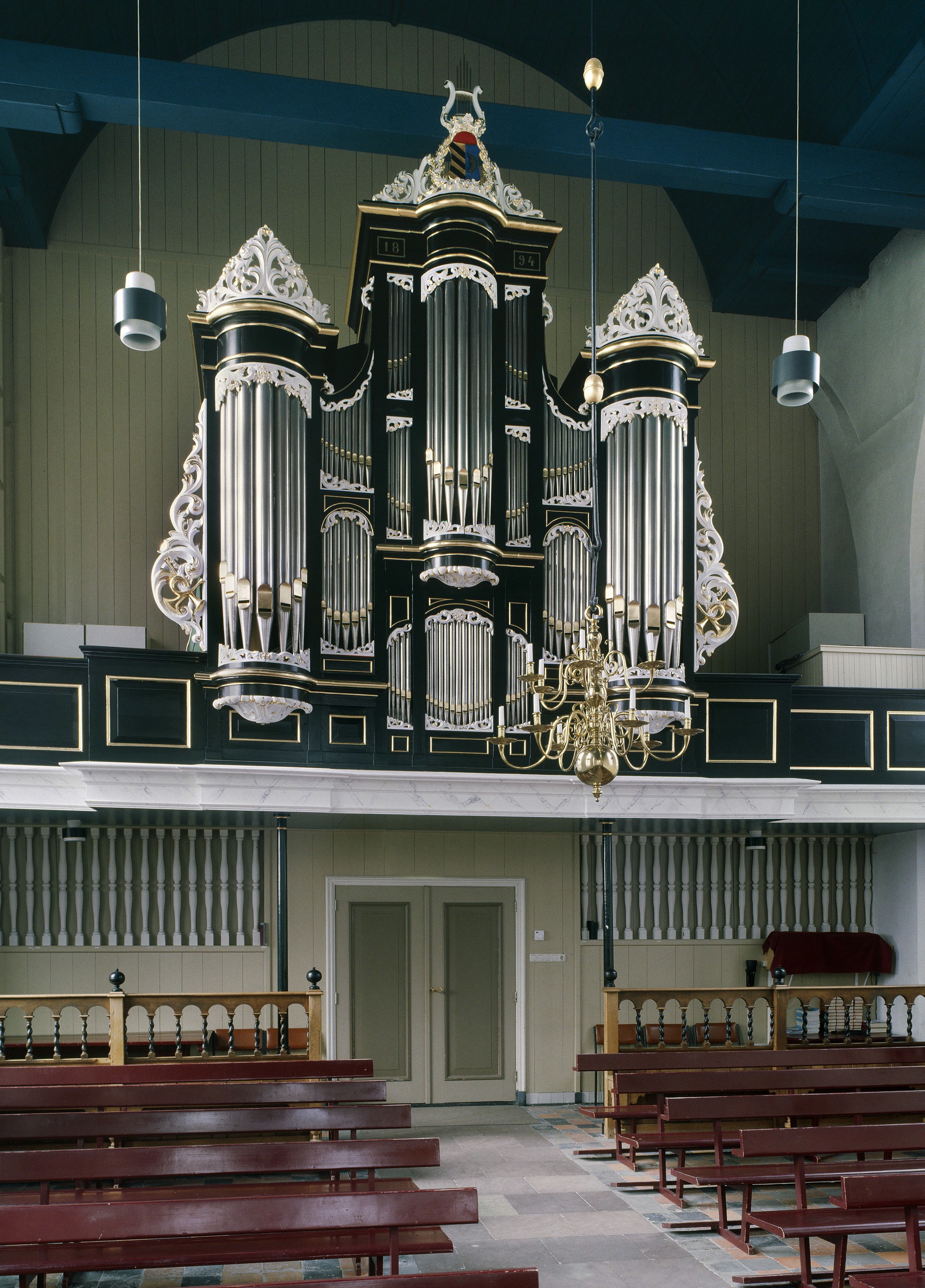
Interieur met orgel (2007)
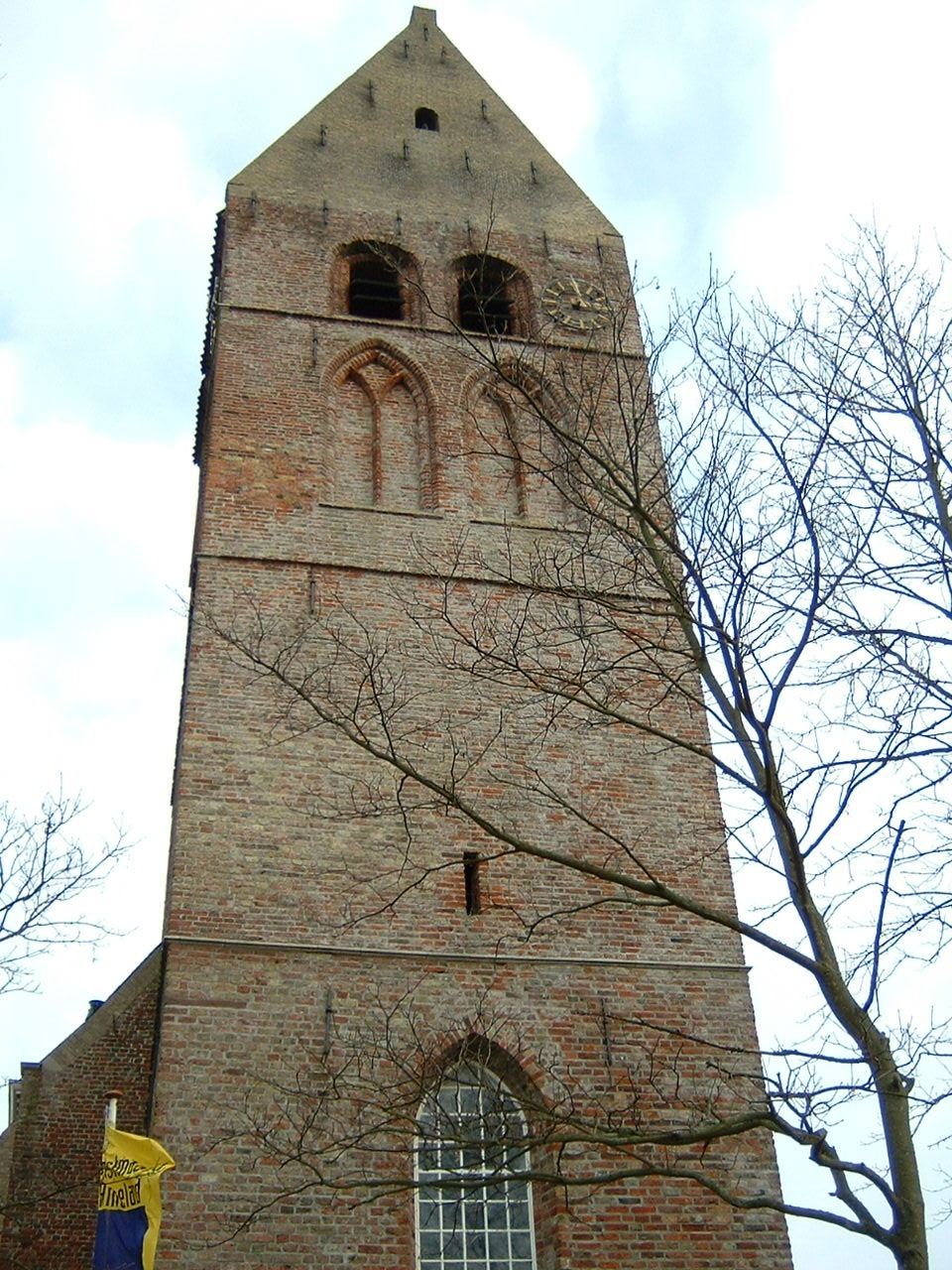
Toren